# 中隊用線量率計3形
中隊用線量率計3形（ちゅうたいようせんりょうりつけいさんがた）は、職種に関わらず中隊ごとに配備される陸上自衛隊のガンマ線測定用の装備。人員、装備だけではなく地域においての放射能汚染の有無の検知にも使用できる。

## 特徴
放射能をただ検知するだけでなく、強度をあらかじめ設定することが出来るため設定された強度以上の放射能を検知すると同時にブザーが鳴り、警告灯が点灯するようになっている。

## 諸元・性能
- 重量：約2kg
- 測定範囲：1μGy/h~5Gy/h（ガンマ線）
- 製作：富士電機